# Брати Парерултья
Брати Пареру́лтья (англ. Pareroultja brothers) — австралійські художники-аборигени, мастера акварельного пейзажу із племені аранда із Германсберга (неподалік від міста Аліс-Спрингса):
- Отто Парерултья (нар. 24 березня 1914 — пом. 12 серпня 1973, Аліс-Спрингс[1]);
- Реубен Парерултья (нар. 3 травня 1916 — пом. 1984[2]);
- Едвін Парерултья (нар. 23 жовтня 1918 — пом. 11 липня 1986[3]).

Почали працювати з 1940-х років.